# Васил Георгов
Васил Георгов (на македонска литературна норма: Васил Ѓоргов) е югославски политик и министър на горите и държавното стопанство в Социалистическа република Македония.

## Биография
Роден е на 20 октомври 1910 година в град Велес. През 1935 година завършва Философския факултет на Загребския университет. През 1943 година се присъединява към комунистическата съпротива във Вардарска Македония. На следващата година става член на МКП. След Втората световна война е назначен за секретар на МКП за Царево село (Делчево). По-късно е републикански и съюзен народен представител, председател на Плановата комисия на СРМ. През 1949 година е назначен за министър на горите и държавното стопанство, а след това става председател на комисия за внос и износ на СРМ. В периода 1953-1955 е председател на Градския народен комитет в Скопие, а между 1956 и 1963 е член на Изпълнителния съвет на СРМ. От 1953 до 1965 е член на ЦК на МКП.